# Histoire du Tango
Histoire du Tango (с фр. — «История танго») — это одно из самых важных танго-произведений композитора Астора Пьяццоллы написанное в 1985 году и опубликованное в 1986 году. Пьеса состоит из четырёх частей (Bordel 1900 (с фр. — «Бордель 1900»), Cafe 1930 (с фр. — «Кафе 1930»), Nightclub 1960 (с фр. — «Ночной клуб 1960») и Concert d'aujourd'hui (с фр. — «Сегодняшний концерт»)) и имеет продолжительность около двадцати минут. Каждая часть произведения характеризует собой период в истории танго и те изменения, которые произошли в жанре с момента его основания до последней четверти XX века. Первые две части отсылают к классическому или традиционному периоду танго, а третье и четвёртое представляют стили и инновации, которые были в нем во второй половине XX века. Это единственное произведение Пьяццоллы, написанное для флейты и гитары.

## История
В 1980 году Пьяццолла написал Пять пьес для гитары. Лаура Эскалада Пьяццолла отмечает, что он был очарован инструментом и хотел написать пьесу для флейты и гитары. Пьяццолла использовал флейту в своих композициях с 1963 года, так что это был вариант для пьесы, которую он задумал. Флейта вместе со скрипкой и гитарой сыграла важную роль в зарождении танго Guardia Vieja.
В мае 1985 года Пьяццолла написал Histoire du Tango, произведение было записано лейблом Carrere Music в Бельгии осенью 1985 года и было выпущено примерно в то же время бельгийским дуэтом, состоящим из Марка Грауэлса на флейте и Гая Луковски на гитаре. Работа была опубликована в 1986 году изданиями Henry Lemoine.
Эта композиция стала одной из самых популярных для дуэта флейты и гитары.

## Состав

### Bordel 1900
Первая часть описывает зарождение танго в публичных домах начала XX века. Именно в этих местах играли и слушали танго. Здесь появляются провокационные мелодии в темпе рубато. Произведение написано с живым, но элегантным характером и обозначено в партитуре как molto giocoso. Флейта должна интерпретировать ноты стаккато, а гитара сопровождает некоторые пассажи, как если бы это был ударный инструмент. Все движение придаёт танцевальное ощущение, и для этого оно имеет размер две четверти, как традиционные танго того времени. В этой пьесе также есть что-то от хабанеры, что заметно по повторяющимся ритмам, которые исполняет гитара. На протяжении всего движения исполнителей просят делать сильные и слабые акценты, как это часто бывает в танго.

### Cafe 1930
Вторая часть - это произведение, которое нужно слушать, а не танцевать, подчеркивая, что в то время танго изменилось и приобрело романтический, чувственный и медленный характер. У движения мрачные мелодии на обоих инструментах. Начиная с гитары с арпеджио и орнаментов. Флейта вступает с выразительной мелодией, а гитара продолжает аккомпанировать. В партитуре есть указания на ускорение (accelerando) и замедление (rallentando), а также разделы по желанию (ad libitum), чтобы дать игрокам некоторую свободу.

### Nightclub 1960
Третья часть относится к новой трансформации танго, здесь объединенной с бразильской босановой. В это время в ночных клубах звучало танго. В этом движении появляется комбинация предыдущих движений с использованием быстрых и ритмичных пассажей, а также медленных и выразительных частей. Вначале, в решительном темпе (tempo deciso), а затем и печально начинается певучая партия (molto cantabile и tristemente). Третий раздел посвящен быстрому темпу (rapido), знакомя с современными техниками игры на флейте, такими как игра без определенной высоты звука, эффекты, перкуссированные с помощью клавиш, гармоники и другие атаки. Снова появляется новая медленная секция, которая добавляет мягкое глиссандо и, наконец, возвращается к быстрому темпу с драматическим финалом, в котором оба инструмента звучат в унисон.

### Concert d'aujourd'hui
Четвертая часть, текст которой по-испански означает Сегодняшний концерт, относится к танго последних десятилетий XX века, когда Пьяццолла сочинял танго-пьесы для концертной сальсы. Это движение уходит от тональности, поэтому в нем есть хроматическая мелодия, смещённые акценты и джазовый стиль на флейте. Движение быстрое, имеет чувство срочности и некоторые эксцентричные ритмы.

## Версии
Есть и другие версии этого произведения, написанные самим Пьяццоллой, для скрипки и гитары, флейты и арфы, флейты и фортепиано.

## Записи
- Fuga y misterio. Fernando Suárez Paz (violín) y Odair Assad (guitarra), 1998[5]
- Cantos y danzas. Emmanuel Pahud (flauta) y Manuel Barrueco (guitarra). EMI Cassics, 1998[6]
- Piazzolla: Histoire Du Tango. Cécile Daroux (flauta) y Pablo Márquez (guitarra). ECS, 1999[7]
- Cavatina Dúo. Eugenia Moliner (flauta) y Denis Azabagić (guitarra). Ópera tres, 1999[8]
- A Guide to Classical Music: The Flute. Patrick Gallois (flauta) y Göran Söllscher (guitarra). U-5, 2013[9]